# Dolphin (KDE)
Dolphin ist der Dateimanager der KDE Software Compilation 4 und Teil der KDE Applications 5.

## Geschichte
Nach dem Dateimanager KFM (KDE File Manager) von KDE 1 wurden dessen Funktion ab KDE 2 in den Konqueror übernommen. Nachdem der Konqueror allerdings ab KDE 3 als zu komplex für einfaches Verwalten von Dateien kritisiert worden war, wurde das Projekt Dolphin ins Leben gerufen. Er ist nun im Unterschied zu Konqueror ein reiner Dateimanager und kann somit an die speziellen Anforderungen angepasst werden. Zunächst für KDE Version 3 entwickelt wurde das Projekt früh auf KDE Platform 4 portiert. Seit dem Erscheinen von KDE 4.0 ist Dolphin der Standarddateimanager.
Bis KDE 4.10.2 – veröffentlicht im Jahr 2013 – wurde unter anderem auch Dolphin auf Windows unterstützt.
Ab KDE Applications 15.08 ist Dolphin auf Basis von KDE Frameworks 5 erhältlich.

## Merkmale
Für viele Funktionen greift Dolphin als Front-End auf KDE-Programmkomponenten, die KParts, zurück. Auch Archivinhalte oder entfernte Dateiverzeichnisse können über sogenannte kioslaves des KDE Input/Output bearbeitet werden. Dolphin erlaubt es, die Verzeichnisansicht zu teilen, um zwei Verzeichnisse nebeneinander darzustellen, und in einem Fenster mehrere Verzeichnisse in Tabs zu öffnen. Es können weiterhin Mehrfachumbenennungen von Dateien/Verzeichnisse durchgeführt werden und eine Rückgängig-Funktion wird geboten. Dolphin unterstützt sowohl die Brotkrümelnavigation als auch die direkte Eingabe eines Pfades. Ähnlich wie in Krusader wird auch optional eine zweispaltige Ansicht angeboten.